# Rejon Ocnița
Rejon Ocnița – rejon administracyjny w północnej Mołdawii.

## Demografia
Liczba ludności w poszczególnych latach:
| 1959  | 1970  | 1979  | 1989  | 2004  | 2014  |
| ----- | ----- | ----- | ----- | ----- | ----- |
| 57782 | 61544 | 62781 | 64485 | 56510 | 54900 |